# Padec Italije
Padec Italije (srbohrvaško Pad Italije) je jugoslovanski vojni film oz leta 1981, ki ga je režiral Lordan Zafranović in zanj tudi napisal scenarij skupaj z Mirkom Kovačem. V glavnih vlogah nastopajo Daniel Olbrychski, Ena Begović, Frano Lasić, Snežana Savić, Antun Nalis,Gorica Popović, Mirjana Karanović, Miodrag Krivokapić in Dragan Maksimović. Dogajanje je postavljeno na otok Šolta med in po koncu fašistične okupacije med drugo svetovno vojno ter delno temelji na resničnih dogodkih iz Zafranovićevega otroštva.
Film je bil premierno prikazan leta 1981 v jugoslovanskih kinematografih in je naletel na dobre ocene kritikov. Na Puljskem filmskem festivalu je osvojil glavno nagrado velika zlata arena za najboljši jugoslovanski film, ob tem pa še nagrado za najboljšo režijo (Zafranović). Na beneškem filmskem festivalu je bil nominiran za glavno nagrado zlati lev, osvojil pa je nagrado za najboljši film na festivalu Mostra de València-Cinema del Mediterrani.

## Vloge
- Daniel Olbrychski kot Davorin
- Ena Begović kot Veronika
- Gorica Popović kot Božica
- Mirjana Karanović kot Mare
- Dragan Maksimović kot Rafo
- Miodrag Krivokapić kot Andro
- Dušan Janićijević kot Ljubo
- Ljiljana Krstić kot Antica
- Bata Živojinović kot Grgo Kusturin
- Frano Lasić kot Niko
- Snežana Savić kot Krasna
- Igor Hajdarhodžić kot Lovre